# Кіберсекс
Кі́берсекс, комп'ю́терний секс, інтерне́т-секс (англ. cybersex) — вид віртуального сексу, у найпростішій формі являє собою мастурбацію перед монітором комп'ютера, де збудження приходить від споглядання еротичних/порнографічних образів у поєднанні з інтерактивним спілкуванням через інтернет на тему сексу.
Кіберсекс зазвичай проводиться в чатах (наприклад, IRC) в системах миттєвого обміну повідомленнями та в онлайн відеоіграх, шляхом рольової гри (англ. Role playing (RP)). Також може проводитися за допомогою вебкамер, наприклад, у Скайп.
Можливі більш просунуті варіанти кіберсексу за допомогою керованих через інтернет фалоімітаторів та/або спеціальних костюмів, що мають необхідні пристосування для передачі тактильних відчуттів, а також шоломів віртуальної реальності.
У науковій фантастиці обігрується тема віртуального сексу за допомогою комп'ютерного інтерфейсу, що створює повну ілюзію реальності того, що відбувається.

## Середовища
Кіберсекс на відміну від сексу телефоном забезпечує собі більшу анонімність, що дозволяє учасникам зустрічатися більш легко.
Кіберсекс зазвичай здійснюється в інтернет-чатах (таких як IRC, токери або веб-чати) та системах миттєвого обміну повідомленнями. Він також може здійснюватися за допомогою веб-камер, голосового чату, онлайн-ігор та/або віртуальних світів, таких, як Second Life або VRChat.
Точне визначення кіберсексу - зокрема, чи має відбуватися мастурбація в реальному житті, щоб статевий акт в Інтернеті вважався кіберсексом - є предметом дискусій. Він також досить часто зустрічається в рольових онлайн-іграх, таких як MUD і MMORPG, хоча ставлення спільноти до цієї діяльності сильно варіюється від гри до гри. Деякі соціальні онлайн-ігри, такі як Red Light Center, присвячені кіберсексу та іншим видам поведінки дорослих. Ці онлайн-ігри часто називають AMMORPG.
Кіберсекс також може здійснюватися через використання аватарів у багатокористувацькому програмному середовищі. У MUD його часто називають мадсексом або нетсексом. У варіантах TinyMUD, зокрема MUCK, дуже поширений термін TinySex (TS) .
Хоча текстовий кіберсекс практикується вже десятиліттями, зростання популярності веб-камер збільшило кількість онлайн-партнерів, які використовують двостороннє відеоз'єднання, щоб «виставляти» себе один одному в Інтернеті, надаючи акту кіберсексу більш візуальний аспект. Існує низка популярних комерційних вебкам-сайтів, які дозволяють людям відкрито мастурбувати на камеру, в той час як інші спостерігають за ними.  Використовуючи подібні сайти, пари також можуть виступати на камеру для розваги інших.
На різних сайтах AI-чатів, таких як character.ai, chai тощо, деякі користувачі займаються сексом з ботами, оскільки ви можете створити бота на свій смак. Хоча c.ai має NSFW-фільтр, користувачі створюють ботів із пропозиціями і обходять фільтр. Ai-чати - це спосіб грати в рольові ігри з ботом, а не з іншими людьми, і він може змінювати реакцію.

## Переваги
- Оскільки кіберсекс може задовольнити деякі сексуальні бажання без ризику венеричних захворювань або вагітності, це фізично безпечний спосіб для молоді експериментувати з сексуальними думками та емоціями. Крім того, люди з багаторічними хворобами (включаючи ВІЛ) можуть брати участь у кіберсексі як безпечний спосіб досягти сексуального задоволення, не піддаючи своїх партнерів ризику.

- Кіберсекс дозволяє реальним партнерам, які фізично відокремлені продовжувати бути сексуально близькими. Перебуваючи в різних місцях, партнери залишаються без проблем сексуального плану.

- Такий вид сексу дають свободу фантазіям, які б вони ніколи не змогли втілити в реальному житті через фізичні або соціальні обмеження[6]. Таким чином можна уявити БДСМ, інцест, зоофілію, зґвалтування тощо.

- Для того, щоб підтримувати зв'язок з людиною в інтернеті, необхідно менше зусиль, ніж у реальному житті.